# Marek Raduli
Marek Raduli (ur. 21 czerwca 1959 w Kędzierzynie-Koźlu) – polski gitarzysta, perkusista, aranżer, kompozytor, muzyk sesyjny, producent muzyczny. Wykładowca warsztatów muzycznych i autor kursów dla gitarzystów. Członek Akademii Fonograficznej ZPAV. W swojej karierze związany z takimi gatunkami muzycznymi jak jazz, jazz-rock, rock, blues czy pop. Brał udział w nagraniu ponad 40 albumów. Były członek zespołów: TSA, Banda i Wanda, Bajm, Budka Suflera, Półbuty i ΠR2. Od 2006 gitarzysta jazzowego zespołu Laboratorium. Autor solowych projektów Raduli Squad i Marek Raduli Trio.

## Życiorys

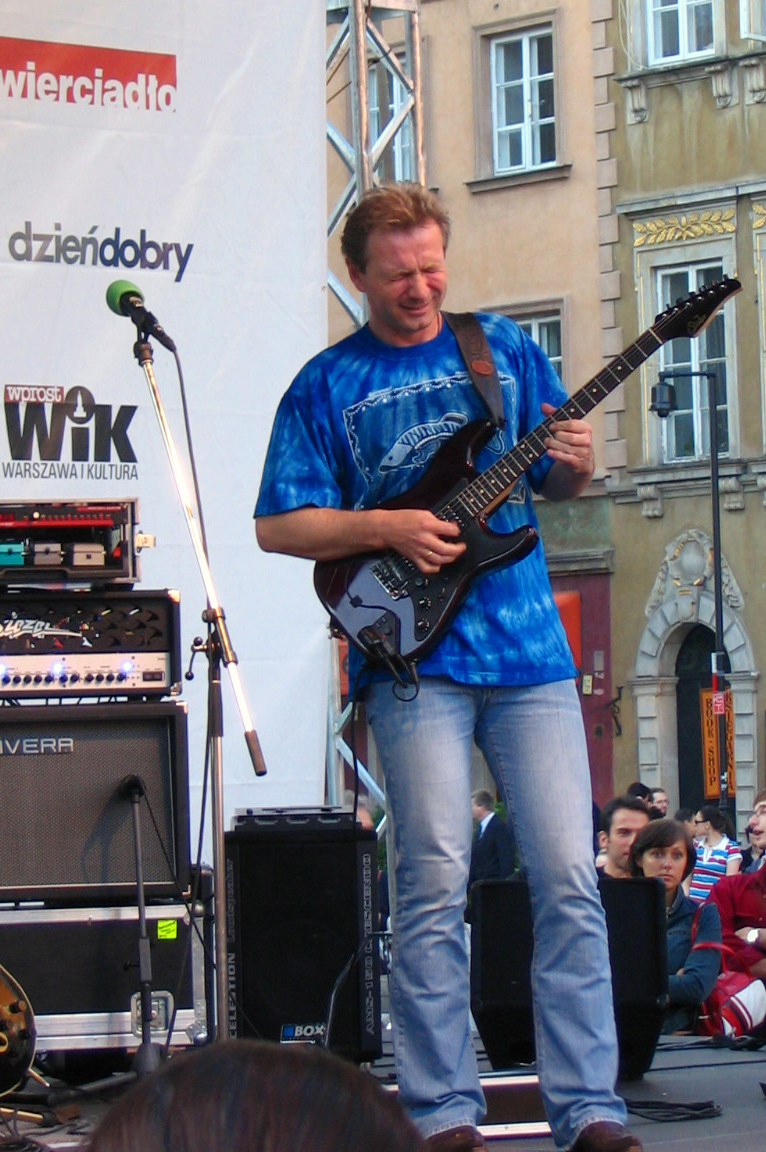
Marek Raduli podczas koncertu na warszawskiej Starówce (2004)

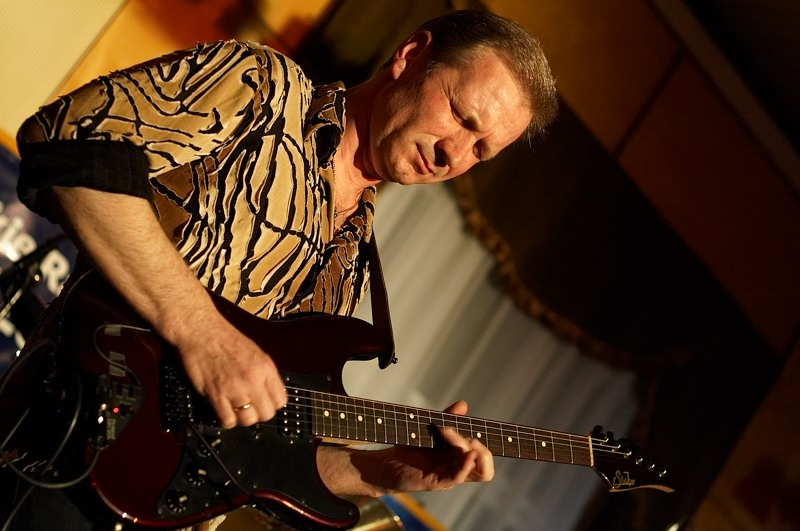
Koncert w studiu Radia Rzeszów (2007)

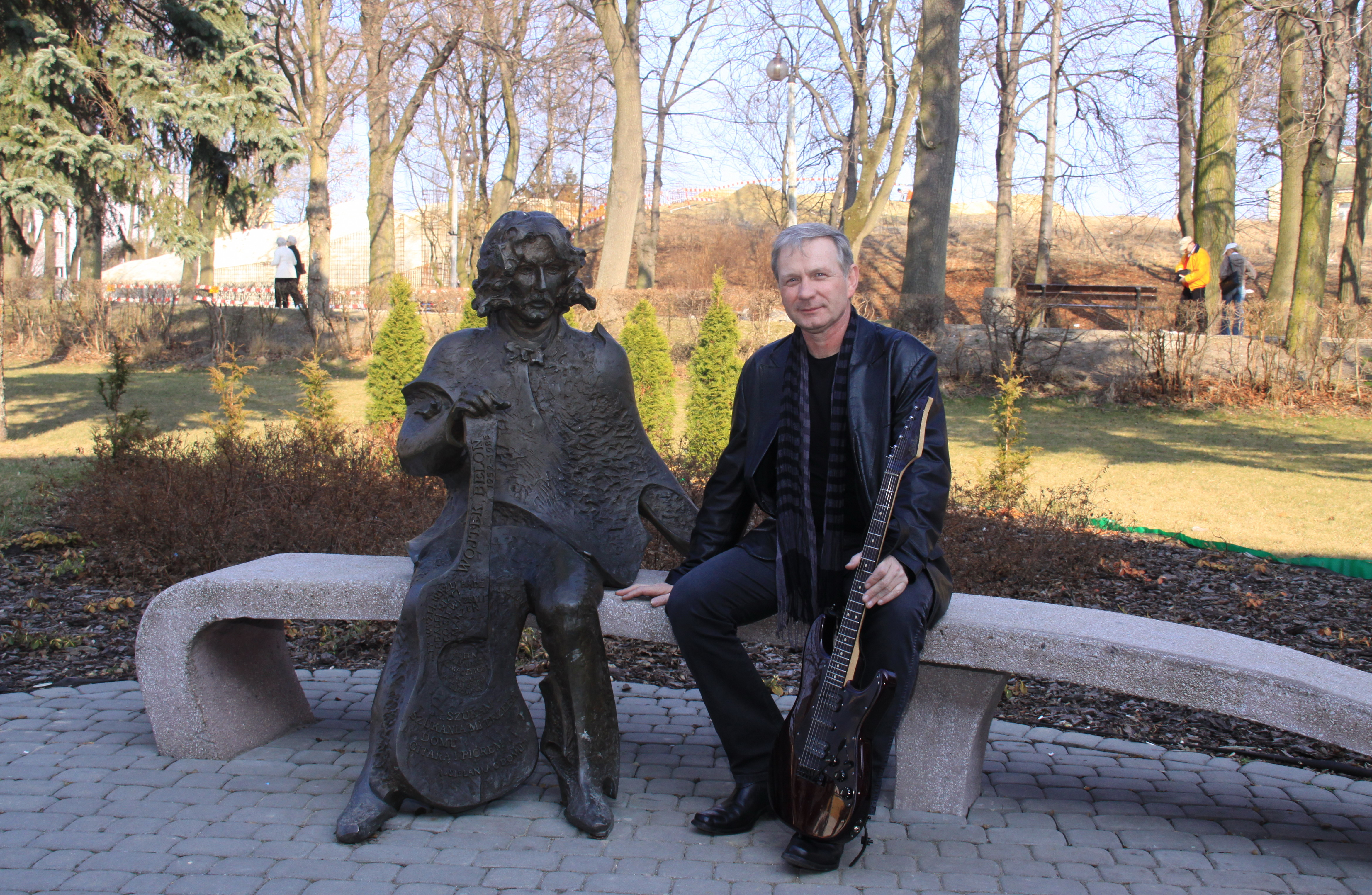
Marek Raduli przy pomniku Wojciecha Belona. Busko-Zdrój (2012)

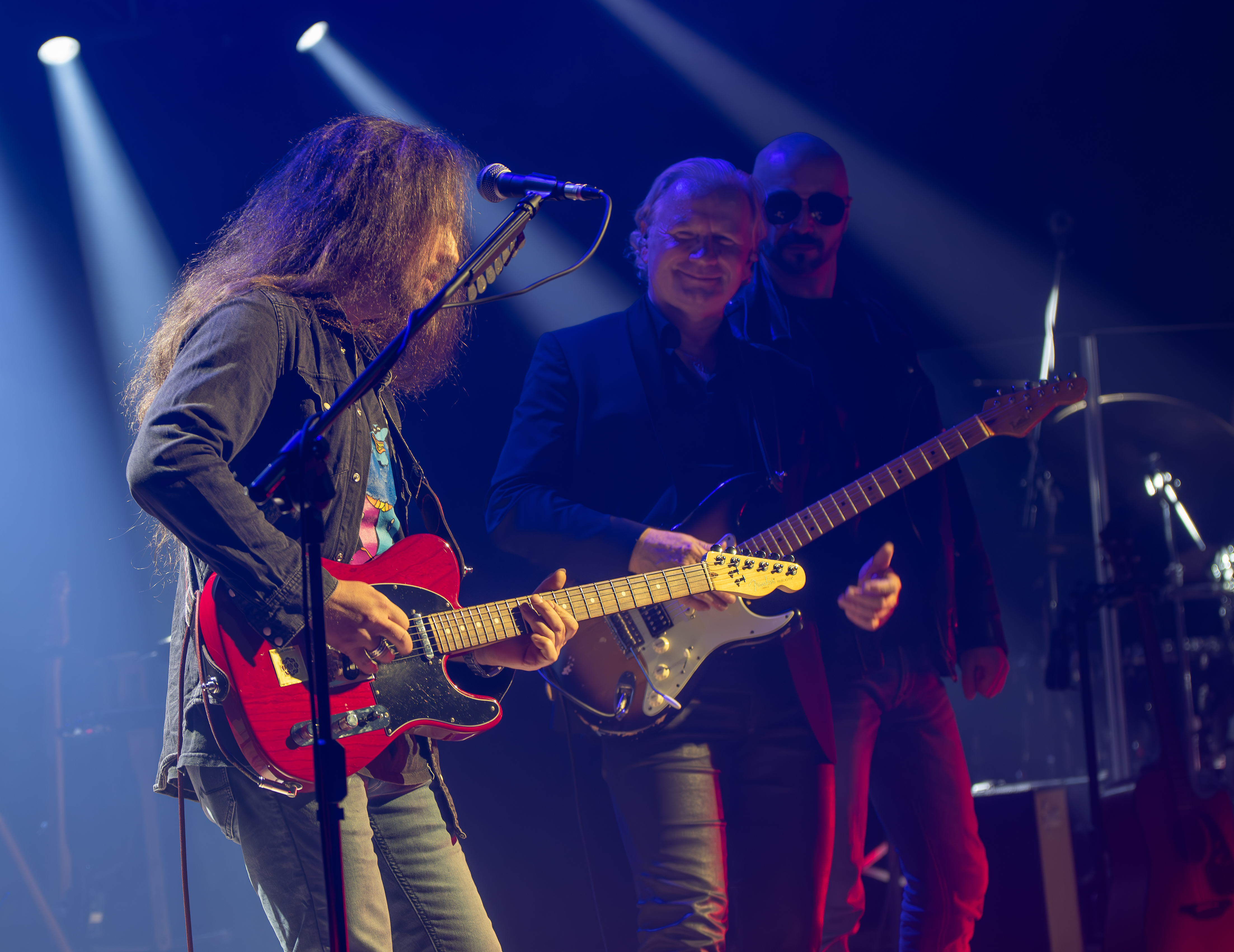
Koncert z cyklu „Another Pink Floyd + Marek Raduli” (2023)

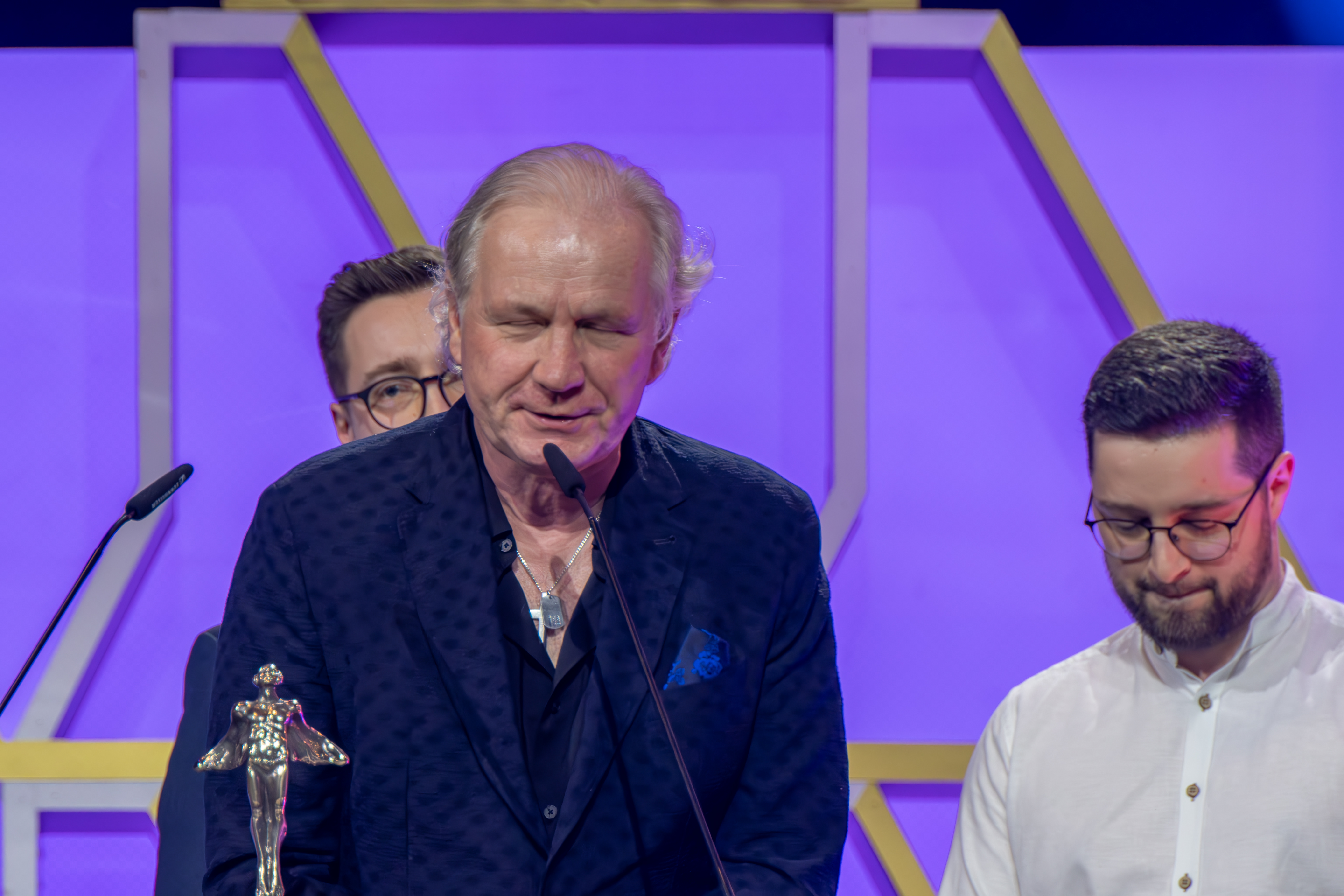
Marek Raduli w ramach gali nagród Fryderyki 2024

Jego ojciec ma pochodzenie węgierskie. Raduli ukończył szkołę muzyczną I i II stopnia w klasie perkusji. Karierę zaczynał w opolskim środowisku (m.in. w zespołach Pex 75 i Synteza PP), współpracował z zespołem Edwarda Spyrki w Rozgłośni Opolskiej Polskiego Radia. 
W sierpniu 1980 zagrał na gitarze, wspomagając zespół TSA w czasie występu na Warsztatach Muzycznych w Głubczycach. W 1982 związał się na kilka lat z pop-rockowym zespołem Banda i Wanda, gdzie grał m.in. z Jackiem Krzaklewskim (późniejszym gitarzystą grupy Perfect). W roku 1985 jako sideman wziął udział w sesji nagraniowej szwedzkiej grupy Baden Baden podczas nagrywania albumu You Are the One w studio krakowskiego Teatru STU. Na okładce płyty został jednak pominięty.
W latach 90. był członkiem m.in. Bajmu (z którym nagrał największy przebój zespołu pt. Biała armia) i grupy Tadeusza Nalepy, jako muzyk sesyjny udzielał się też w wielu innych projektach m.in. z Marylą Rodowicz i Jackiem Skubikowskim. Największą popularność zyskał jako gitarzysta Budki Suflera, w której składzie występował w latach 1993–2003 i z którą nagrał 9 płyt, a także przeboje takie jak: Takie Tango, Jeden Raz, Bal Wszystkich Świętych, Piąty Bieg. Był autorem utworu Bez Aplauzu na płytę Nic nie boli tak jak życie. W 2019 dostał propozycję powrotu do zespołu, ale ją odrzucił. W 1996 nagrał solowy album Meksykański symbol szczęścia. W 1997 roku czytelnicy czasopisma Gitara i Bas uznali go gitarzystą roku.
Po odejściu z Budki Suflera grał w założonych przez siebie zespołach – ΠR2 (alternatywna pisownia: Pi-eR-2) – (Wojciech Pilichowski – bas, Tomasz Łosowski – perkusja) i Squad (wersja rozszerzona z instrumentami klawiszowymi – Wojtek Olszak i skrzypcami – Adam Bałdych, bywały także inne konfiguracje personalne), w zespołach Krzysztofa Ścierańskiego i w kwartecie Zbigniewa Jakubka oraz z innymi zespołami (np. Funk dE Nite Ryszarda Krawczuka czy grającą muzykę irlandzką polską grupą Carrantuohill).
W ramach opolskiego Międzynarodowego Festiwalu Perkusyjnego w 2003 wystąpił z Willi Calhoun’em oraz Bobbym Jarzombkiem, w 2005 z Tonym Roysterem Jr, a w 2009 z Thomasem Langiem.
Od 2006 gra w reaktywowanym krakowskim zespole jazzowym Laboratorium (Marek Stryszowski – wokal i saksofon, Janusz Grzywacz – instrumenty klawiszowe, Krzysztof Ścierański – gitara basowa). Jesienią 2006 został zaproszony do projektu Krzysztofa Ścierańskiego The Colors (perkusja – Paul Wertico, wibrafon – Bernard Maseli); w takim składzie zrealizowali szybkie tournée po Środkowej Europie (Słowacja, Węgry, Polska). Na początku 2007 znalazł się na trzecim miejscu w dorocznym plebiscycie Jazz Top 2006 pisma Jazz Forum, w kategorii „gitara”, poprzedzony przez Jarosława Śmietanę i Marka Napiórkowskiego. Jednocześnie do koncertowania powrócił zespół Raduli Squad (z Radosławem Owczarzem na perkusji). W listopadzie 2008 ukazała się druga płyta ΠR2, zatytułowana Time52.
Jesienią 2013 rozpoczął współpracę z Anną Wyszkoni – najpierw jako muzyk-instrumentalista, a wkrótce także jako producent, aranżer i szef muzyczny jej zespołu. W 2022 zakończył z nią współpracę.

## Działalność edukacyjna
Prowadzi zajęcia w klasie gitary na warsztatach muzycznych, odbywających się w całej Polsce (w Muzycznej Owczarni w Jaworkach i w takich miejscowościach jak Końskie, Grodków, Kargowa, Krzyżowa, Bolesławiec, Białystok). Był członkiem stowarzyszenia działającego przy klubie Muzyczna Owczarnia w Jaworkach oraz częstym gościem klubu.
W 2020 przy współpracy z Jarosławem Nyckowskim utworzył kurs Masterclass dla gitarzystów.

## Odznaczenia
W 2019 został odznaczony Brązowym Medalem Zasłużony Kulturze Gloria Artis.

## Instrumentarium
- Fender Stratocaster (USA), Solid body, Bolt On, Vintage, 1979[18]
- Fender Stratocaster (USA), Solid body, Bolt On, Modern, 1979[19]
- Ibanez (Japan), Solid body, neck-thru, Musician Limited Edition, 1978[20]
- John Suhr (USA), Solid body, Bolt On, Scott Henderson Stratocaster, 2000[21]
- Gibson (USA), „Lucille”, semiacoustic, B.B. King Set-In, 1992[22]
- JB, MarkMaster, semiacoustic, 1999[23]
- Seagull, Acoustic M12; 12-strunowa, bez wycięcia (no cut-away)[24]
- Admira, Gitara Klasyczna, 2000FI[25]
- Elektroacoustic 2, cut-away[26]

## Wybrana dyskografia

### Albumy solowe
- 1996 – Meksykański symbol szczęścia – Marek Raduli
- 2009 – Live in Jaworki 2003 – Raduli Squad[27]

### Banda i Wanda
- 1984 – Banda i Wanda
- 1985 – Mamy czas

### Bajm
- 1990 – Biała armia
- 1993 – Płomień z nieba
- 1997 – Ballady (kompilacja)[28]

### Budka Suflera
- 1993 – Cisza
- 1994 – Budka w Operze, Live From Sopot ’94
- 1995 – Noc
- 1997 – Nic nie boli, tak jak życie
- 1998 – Akustycznie
- 1999 – Greatest Hits II
- 2000 – Bal wszystkich świętych
- 2000 – Live at Carnegie Hall
- 2002 – The Best Of... (wydany również w 2003 pod nazwami Palę sobie[29] i Posłuchaj sobie[30])
- 2002 – Mokre oczy
- 2024 – Nie taki znów wolny: Live at Carnegie Hall[31]

### Anna Wyszkoni
- 2015 – Kolędy wielkie[32]
- 2017 – Jestem tu nowa[33]
- 2018 – Jestem tu nowa (Platynowa Edycja)[34]

### Inne
- 1990 – Piosenki Z Różowej Scenki – Jacek Skubikowski[35]
- 1990 – Własna California – Wanda Kwietniewska[36]
- 1990 – Vol. 2 – Kciuk Surzyn Band[37]
- 1991 – Absolutnie – Tadeusz Nalepa
- 1991 – Klucha w śpiewnik – Kciuk Surzyn Band
- 1993 – Same szały, jeden wolny – Wanda Kwietniewska[38]
- 1994 – Marysia biesiadna – Maryla Rodowicz[39]
- 1994 – Uczciwa bieda – Jacek Skubikowski[40]
- 1995 – Live! in Jazz Club Pinokio – Three Generations Trio[41][42]
- 1998 – Beata – Beata Kozidrak[43]
- 1998 – Magia Serc – Zdzisława Sośnicka[44]
- 1999 – Kolędy – Krzysztof Cugowski[45]
- 1999 – Scena Country 1 – Różni wykonawcy[46]
- 1999 – Scena Country 2 – Różni wykonawcy[47]
- 2001 – π – Wojciech Pilichowski[48]
- 2001 – To Twoje życie i Twoje marzenia – Półbuty[49]
- 2003 – Zdjęcie z Misiem – Krzysztof Misiak & SOS[50]
- 2004 – C.V. – Tomasz Łosowski
- 2008 – W hołdzie Tadeuszowi Nalepie – Różni wykonawcy
- 2008 – Hey Jimi – Polskie gitary grają Hendrixa – Różni wykonawcy
- 2009 – Zaczarowane miasto – Sławomir Łosowski
- 2010 – The Colors – The Colors[51]
- 2012 – Me & My Guitar – Grzegorz Skawiński[52]
- 2023 – Tribute to Zbigniew Jakubek – Różni wykonawcy[53]